# Passione (empresa)
Passione (株式会社パッショーネ, Kabushiki-gaisha Passhōne) é um estúdio de animação japonês.

## Produções

### Animes
- Haitai Nanafa (2012-2013)[2]
- Rail Wars! (2014)
- Rokka no Yuusha (2015)
- Hinako Note (2017)
- Citrus (2018)[3]
- High School DxD Hero (2018)[4]
- Wasteful Days of High School Girls (2019)[5]
- Z/X Code reunion (2019)[6]
- Ishuzoku Reviewers (2020)[7]
- Higurashi no Naku Koro ni Gou (2020)[8]
- Higurashi: When They Cry – Sotsu (2021)[9]
- Mieruko-chan (2021)[10]
- Isekai Meikyū de Harem o (2022)
- Renai Flops (2022)
- Watashi no Yuri wa Oshigoto Desu! (2023)
- Seiken Gakuin no Maken Tsukai (2023)
- Ishura (2024, com Sanzigen)
- Ōkami to Kōshinryō: Merchant Meets the Wise Wolf (2024)
- Hitoribotchi no Isekai Kōryaku (2024)

### OVA/ONA
- God Eater Rezo Nantoka Gekijou (2018, com Creators in Pack)
- The Island of Giant Insects (2019)[11]
- Bean Bandit (2020)[12][13]

### Filmes
- The Island of Giant Insects (2020)[14]